# The Delinquents
Pour plus de détails, voir Fiche technique et Distribution.
The Delinquents est un film américain réalisé par Robert Altman et sorti en 1957. C'est son premier long métrage en tant que réalisateur.

## Synopsis
Un jeune homme séparé de force de sa petite amie, rejoint une bande d'adolescents rebelles.

## Fiche technique
Sauf indication contraire, les informations mentionnées dans cette section peuvent être confirmées par la base de données cinématographiques IMDb,  présente dans la section « Liens externes ».
- Réalisation et scénario : Robert Altman
- Musique : Gene Garf et Louis Palange
- Photographie : Charles Paddock
- Montage : Helene Turner
- Société de production : Imperial Productions Inc.
- Société de distribution : United Artists (États-Unis, Canada)
- Budget : 63 000 $
- Pays de production :  États-Unis
- Langue originale : anglais
- Format : couleur
- Genre : drame
- Durée : 72 minutes
- Dates de sortie[1] :
  - États-Unis : 1er mars 1957

## Distribution
- Tom Laughlin : Scotty White
- Peter Miller : Bill Cholly
- Richard Bakalyan : Eddy
- Rosemary Howard : Janice Wilson
- Leonard Belove et Helen Hawley : M. et Mrs White
- James Lantz et Lotus Corelli : M. et Mrs Wilson

## Production
Robert Altman tourne son premier long métrage dans sa ville natale de Kansas City (Missouri) durant l'été 1956,.